# Кіотський міжнародний музей манґи
Кіотський міжнародний музей манґи (яп. 京都国際マンガミュージア, きょうとこくさいマンガミュージアム) — музей, розташований в Кіото, Японія.
Це єдиний музей, присвячений манзі.. Він був відкритий 25 листопада 2006 року. Музей манґи також є дослідницьким центром для вчених.
Музей поділяється на декілька секторів: галерею, дослідницький сектор та власне колекцію, виставковий зал, магазин та манґа-кафе.

## Історія
- Квітень 2003 року — проект створення музею манґи був запропонований місту Кіото Кіотським університетом Сейка.
- Грудень 2003 року — була підписана базова угода про кооперацію між містом Кіото та Кіотським університетом Сейка.
- Жовтень 2004 року — було офіційно оголошено про початок розробки проекту музею манґи.
- Грудень 2004 року — почалося обговорення проекту Кіотського міжнародного музею манґи.
- Жовтень 2005 року — було схвалено рішення використати для музею приміщення колишньої старшої школи Тацуїке, яка була побудована в 1929 році, але, починаючи з 1995 року, будівля стояла порожньою після зменшення кількості школярів в місті.
- Жовтень 2006 року — було затверджене офіційне ім'я та логотип музею.
- 25 листопада 2006 — музей був офіційно відкритий для відвідувачів.

## Фонд

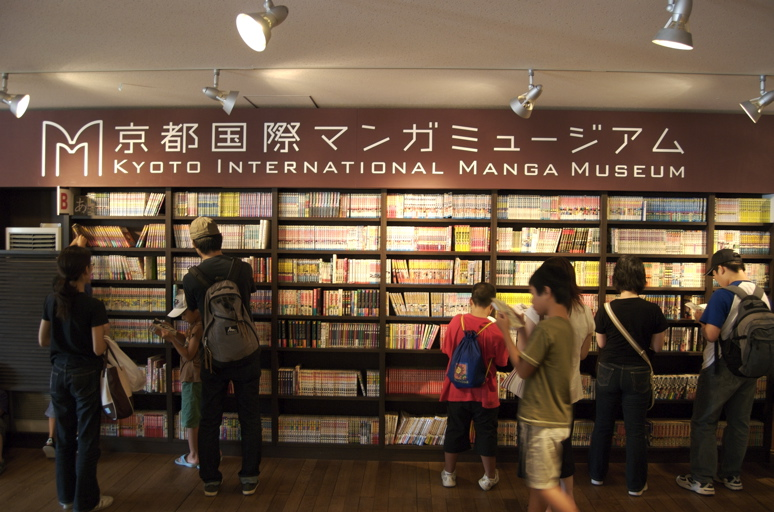
«Стіна манґи»

Фонди музею налічують понад 200 тис. екземплярів манґи, включаючи рідкісні післявоєнні книги та журнали періоду Мейдзі, зокрема, перший журнал манґи Eshinbun Nihonchi 1874 року.
З першого по третій поверх розташовується «Стіна манґи», яка складається, в основному, з публікацій, які вийшли після 1970-х років, і включає найпопулярніші твори, такі як One Piece, Nana та Naruto.

## Часи роботи
Кіотський міжнародний музей манґи працює щодня, за винятком середи (якщо середа — святковий день, то вихідний день також четвер), з 10:00 по 18:00, вхід відвідувачам дозволений до 17:30. Музей також не працює на новорічні свята.
Вартість квитка варіюється від 500 до 100 єн. Дорослий квиток коштує 500 єн, для школярів — від 100 до 300 єн.